# 業
業（羅馬化：karman，漢語音译作羯磨或羯摩等），或稱果報、業力、業報、報應，意為行動、作用或功業。對很多相信存在靈性的人來説，該術語也指因果關係的靈性原法則，通常被描述為業力原則（英語：principle of karma），其中個人（原因）的意圖和行為會影響該個人的未來（效果）：善念及出於善念的行為會使人們造出善業和獲得幸福的來生，而惡念及出於惡念的行為會使人們造出惡業和面臨悲慘的來生。
在諸多印度宗教（Indic religions）的教義中，關於業力的學説與關於輪迴的信念之間有着密切的關係，其認為因果法則在靈性層面上的有效性在幾輩子之內仍然存在。在印度教教內、佛敎教內及耆那教教內，該術語被用來描述每一個行為所造成的後果，以為行為及思想在各個方面上所造成的影響，尤其是對作出作為者本身所造成的影響。佛敎及耆那教相信業力是通過法則而出現的，而不是因審判者或明明上帝等生靈所作出的裁決而被產生的：這與“神聖恩典”或“懲罰”無關。不同宗教的教義對業力與轉世之間的關係有着不同的看法。與流行的看法相反，全部這些宗教的教義的目標都不是不累積業力一事。
對相信業力存在者來説，業力這個概念與流行於印度的許多宗教（特別是印度教、佛教、耆那教及錫克教）及道教關於轉世的觀念之間有着密切的關係。這些宗教認為，當前出現的業力會影響一個人在今生的將來，以及來生的性質及品質—一個人在輪迴中的高低起伏。在近代，羯磨一詞被流行於中歐的神秘主義學説吸收，舉例來説，這個詞語曾經出現在哲學家魯道夫·史坦納所創立的人智學理論中，這個理論認為羯磨與輪迴有關。
在現代，報果這個概念被西方流行文化採用，在這一觀念中，在一個人的行為被作出之後發生的事件可以被認為是自然地出現的後果。

## 詞義
按《汉译巴利语词典》，kamma 意为：業、行為、作業、家業、羯磨、儀式。按梵语 karman，语根 kr，有作、為、行之意。karman，是「作事、作者、作之力」之意，此語之用法並未只局限於業的意思，而是也被用於廣泛的意思。根據《大毘婆沙論》，業有五義：一、作用，二、持法式，三、分别果，四、行動，五、造作。
1. 作用：是指與善惡或道德無關的普通作用。如數論派的五業根[10]（也译五作根）之業，是指手的抓取、足的步行、口的發音、大小便的排泄、本能的生殖行為等[11]，佛教認為這是與報應無關的單純作用。
2. 持法式：是指佛教所謂的「羯磨」，即戒律的儀式作法。
3. 分别果：就是分別可愛與不可愛的業果；可解釋為由善惡而感得果報的業，會有令得果報的一種力量。
4. 行動：業這個詞的本義是動作、行為，如在勝論學派中，將業進一步細分為：取、捨、屈、申、行[12]，現代常翻譯為：向上運動、向下運動，收縮運動、伸展運動、方向不定運動。
5. 造作：就是意業的能動性，能造作語業作用與身業行動。

karman 關於表示行為之語，另外還有從 car（行、實行）之語根所形成的 caraṇa、carya（巴cariya）、carita 等語。 caraṇa 是如來十號 vidyā-caraṇa-sampanna（明行具足者）之一的「行」，這是實踐之意。carya 是 brahma-carya（梵行）的行，也有實踐修行之意。 carita 是 Buddha-carita（佛所行）的所行，有行狀、經歷之意。這些都有實踐的意思，不太能看出含有因果關係的業之意義，因此，與業之意義有關之語，從car所造者為少，從 kṛ 之語根所造者為多。
总之，karman 是有具體力的行為，可將它看成是指業能感果的具體力。karman 一語，與從 car 語根所產生，只有行為、實踐之意的 caraṇa、carya、carita 等語的不同。

## 歷史
業作爲自然哲學概念，起源難以追溯，最早可以被追溯到吠陀教發展時期（約在公元前1500年至前500年間）。

## 印度教的業力觀
印度教認為，業力是自然、非個人、處於形之上層面上的法則，不是懲罰或獎賞，人神都沒有改變這個法則的能力。在印度教教義中，業力是構成印度種姓制度中的主要因素，在印度教教義中，業力論是對於罪惡問題的主要解答方案，而和佛敎及耆那教不同，印度教認為神靈在使業力發揮作用一事的方面上有着特定的角色。

## 佛教的業力觀

### 初期佛教
業力的概念在早期的佛教的教義中可能並不重要。Schmithausen對早期的佛教已經認為業力在輪迴當中發揮了作用這個觀點提出質疑，他聲稱“業力論可能是早期佛教救渡論的附帶內容”。蘭格指出業力最初可能只是與輪迴有關的幾個概念之一。蒂爾曼·維特（Tillman Vetter）指出，在早期佛教中，輪迴的出現歸因於慾望或無知。巴斯韋爾也指出，“早期佛教並不認為身體和心理運動是業力的後果的原因，慾望（或渴望：trsna）才是”。馬修斯指出 在《毗塔迦經》中沒有關於業力的連貫表述，這可能意味著該教義是早期佛教所認可的救渡論的主要觀點的附帶內容。
佛教教義當中關於業力的觀點比耆那教教義相關觀點更加靈活和複雜。

### 部派佛教
部派佛教认为，業既是行造做的果，又是再次遇到缘境时产生行的因。按造作划分，业分三种：身业、口业、意业；按果报划分，业分四种：黑黑异熟业、白白异熟业、黑白异熟业、非黑非白无异熟业。

### 大乘佛教
有论师认为，大乘佛教教義中的業是道德因果規律，輪迴是其必然結果，佛教的業與輪迴相互關聯，它們是互為因、互為果的。業報學說以論述因缘果報的因果論為代表。業及業報只限於闡述某種心智現象，並非指業所衍生的具體事物（那是緣而非業）。業即是行為。
佛典宣稱：「依業世界轉，依業眾生住，依業有情縛，如輻附車輪。依業得榮譽，依業被束縛，依業而毁損，依業而為虐。曉知業生諸種果，何言世間本無業。」大乘佛教認為依不同的業力，有情眾生出生高低、貴賤，世事的得失、善惡、毁譽、苦樂不等，而佛陀與阿羅漢所造出的業則是無記業，是不會帶來果報的，做十种严重程度的恶行，所造之業被称為十恶業，例如常常說別人壞話，就造了口恶業，相反所造的则被称为十善業。

## 學術界觀點

### 對於相關理論的批駁意見
宗教哲學家布魯斯·R·賴希巴赫（Bruce R. Reichenbach）對 對 羯麽法則（使業力產生作用的法則） 的毋神論式解釋及有神論式解釋 提出了一些批駁意見，他聲稱前者難以解釋業報的輕重及對環境的影響是如何被決定的，後者難以解釋創世主為何最初在制定了羯麽法則的情況下仍使世界充滿了罪惡及苦難，甚至無法解釋制定羯麽法則的意義是什么，而且其難以證明創世主所作出的干預在羯麽法則存在的情況下的合理性及必要性，這種解釋更與印度教信奉者所希望達成的脱離輪迴這一目標互相矛盾，布魯斯亦表示他認為佛敎的一些信奉者可能已經意識到這些觀點的不足之處，因此他們聲稱業力是主觀存在的而不是客觀存在的，眾生因無明而以為業力是實有的，但事實上業力在根本層面上不是存在的。

## 参看
- 因果论 (佛教)
- 轉世
- 轮回
- 涅槃
- 果報